# Lotyšsko na Letních olympijských hrách 2000
Lotyšsko se účastnilo Letní olympiády 2000. Zastupovalo ji 45 sportovců (30 mužů a 15 žen) v 13 sportech.

## Medailisté
| Medaile | Jméno             | Sport                | Soutěž              |
| ------- | ----------------- | -------------------- | ------------------- |
| Zlato   | Igors Vihrovs     | Sportovní gymnastika | muži prostná        |
| Stříbro | Aigars Fadejevs   | Atletika             | Muži chůze 50 km    |
| Bronz   | Vsevolod Zeljonyj | Judo                 | muži lehká do 73 kg |